# Oryzoborus atrirostris
Oryzoborus atrirostris là một loài chim trong họ Thraupidae.